# 10 Dywizja Grenadierów Pancernych
10 Dywizja Grenadierów Pancernych (niem. 10. Panzergrenadier Division) – niemiecka dywizja grenadierów pancernych z okresu II wojny światowej

## Historia
Dywizja została zorganizowana rozkazem z dnia 23 czerwca 1943 po przeformowaniu 10 Dywizji Piechoty w rejonie Orła.
Po przeformowaniu od razy weszła do walk w ramach 2 Armii Pancernej  na środkowym odcinku frontu wschodniego w rejonie Orła, a następnie Briańska.
W sierpniu 1943 skierowana do Grupy Armii „Południe” weszła w skład 4 Armii Pancernej, walczyła w rejonie Połtawy i Krzemieńczuka do stycznia 1944. 
Walczyła następnie na linii rzeki Dniepr, a po przełamaniu przez wojska radzieckie, wycofała się w walkach na teren Besarabii. W walkach na terenie Besarabii doznała znacznych strat i została wycofana z frontu oraz skierowana w rejon Krakowa. Rozwiązano wtedy zostały 10 batalion pancerny i 41 pułk grenadierów. Z pozostałych oddziałów utworzona została dywizyjna grupa bojowa.  
W styczniu 1945 roku dywizyjna grupa bojowa 10 DGPanc. została  przerzucono w rejon Radomia. W związku z ofensywą zimową wojsk radzieckich, została następnie wycofana na Śląsk. W marcu 1945 roku przeszła na Morawy, gdzie weszła w skład 1 Armii Pancernej. W składzie tej armii walczyła do kapitulacji w maju 1945 roku.

## Dowódcy dywizji
- gen. por. August Schmidt (1943)
- gen. por. Hans Mikosch (1943)
- gen. por. August Schmidt (1943–1944)
- gen. mjr Walter Herold (1944)
- płk Alexander Vial (1944–1945)
- gen. mjr Karl-Richard Kossmann (1945)

## Skład dywizji
- 20 pułk grenadierów pancernych (Panzer-Grenadier-Regiment 20)
- 41 pułk grenadierów pancernych (Panzer-Grenadier-Regiment 41)
- 10 batalion pancerny (Panzer-Abteilung 10)
- 10 pancerny batalion rozpoznawczy (Panzer-Aufklärungs-Abteilung 10)
- 10 pułk artylerii (Artillerie-Regiment 10)
- 10 batalion niszczycieli czołgów (Panzerjäger-Bataillon 10)
- 10 batalion pionierów (Pionier-Bataillon 10)
- 10 dywizyjny batalion łączności (Panzergrenadier-Divisions-Nachrichten-Abteilung 10)
- 10 polowy batalion zapasowy (Feldersatz-Bataillon 10)